# キム・ヒョンソク (音楽家)
キム・ヒョンソク（金亨錫、김형석、1966年9月27日 - ）は、韓国の作曲家である。日本では映画「猟奇的な彼女」の主題歌が知られる。1988年以来、約1200曲の楽曲を制作した。韓国音楽著作権料1位を記録したこともある有名作曲家だった。

## 人物
幼い時、教育公務員だった父親の職場に沿っていろんなところを通っているが、光州広域市に定住して暮らすことになる。そのため、中学校2年生だった1980年光州事件の惨状を自宅で直接目撃したという。その時から衝撃を食べて軍部独裁に反感を持ったと推測される。
漢陽大学作曲課に入学してクラシック音楽を専攻する予定だったが、1987年大学先輩でもある歌手ユ・ジェハのアルバムを聞いて感銘を受けて大衆音楽作曲家に進路を変えることになる。
1988年にキム・グァンソクに提供した「사랑이라는 이유로（愛という理由で）」で作曲家デビューする。（音源発売は1991年）
イン・スニ、パク・ジニョン、BoA、シン・スンフン、キム・ゴンモ、キム・ウォンジュン、キム・ジョンミン、イム・チャンジョン、ユ・スンジュン、パク・チユン、キム・ジョハン、Unnies（オンニス）、KAI、など数多くの歌手たちのアルバムやドラマ、映画、ミュージカル音楽を手がけた。
2010年代以降は以前はやっていなかった政治活動もしている。民主党に入党し、文在寅も支援した。2015年8月、光復70周年を記念し、朝鮮半島の統一を願い、世界に支持を呼びかける「ONE K グローバルキャンペーン」の一環として、「新しい時代の統一の歌キャンペーン」テーマソング『One Dream One Korea』を発表する。レコーディングには当時野党党首だった文在寅も参加した。同曲は、2018年南北首脳会談後のレセプションの歓送曲として使用された。
2017年9月、欧米諸国に倣い、文在寅大統領に象徴曲「ミスター・プレジデント（Mr.President）」を献呈した。同曲は同年11月7日、ブッシュ米国大統領以来25年ぶりに国賓として訪韓したドナルド・トランプ米大統領の青瓦台公式歓迎式退場曲としてKBS交響楽団により演奏された。※入場曲は米大統領公式入場曲の「Hail to the Chief」

## エピソード
JYPエンターテインメントの設立者・代表のパク・ジニョンに音楽制作のノウハウを指導した。
パク・ジニョンは2年半の間それも無料で自分を熱心に教えてくれたことについて今も理解できないと感謝を表した。またキム・ヒョンソクの知人がパク・ジニョン才能があるとあなたの席を奪うことができるのであまり教えてくれないよう警告したが、この時キム・ヒョンソクは「私がもっと努力すれば良い」と無視して懸命に教えてくれたという。
後に本当のパク・ジニョンが韓国の大衆音楽著作権料1位作曲家になったが、この時、キム・ヒョンソクは「いつかこんな日が来ると思ったが、それが私が教えてくれたあなただから嬉しい」と徳談をしてくれたという。

## 受賞歴
- 1993年 第4回ミュージックボックス歌謡大賞。
- 1994年 第1回ミュージカル大賞作曲賞、第5回歌謡音盤大賞 最高編曲賞。
- 1997年 SBS歌謡大賞 作曲賞。
- 1998年 SBS歌謡大賞 作曲賞。
- 2002年 KBS歌謡大賞 作曲賞。